# Beauftragter Richter
Als beauftragter Richter wird ein Mitglied eines Kollegialgerichtes bzw. Spruchkörpers (Kammer, Senat) bezeichnet, vor dem eine Beweisaufnahme allein statt mit der gesamten Kammer durchgeführt wird.
Anders als der bei einem anderen Gericht ersuchte Richter ist er Mitglied des Prozessgerichtes. Anders als der Einzelrichter repräsentiert er nicht den gesamten Spruchkörper; daher wird vor ihm auch nicht mündlich verhandelt und hat er keine Sachentscheidungsbefugnis.
In Erfüllung seines Auftrages (Beweisaufnahme) handelt er aber gleich einem vorsitzenden Richter (§ 229  ZPO), d. h., er ist Sitzungspolizei, kann Ordnungsstrafen verhängen etc.